# Kvarteret Metern

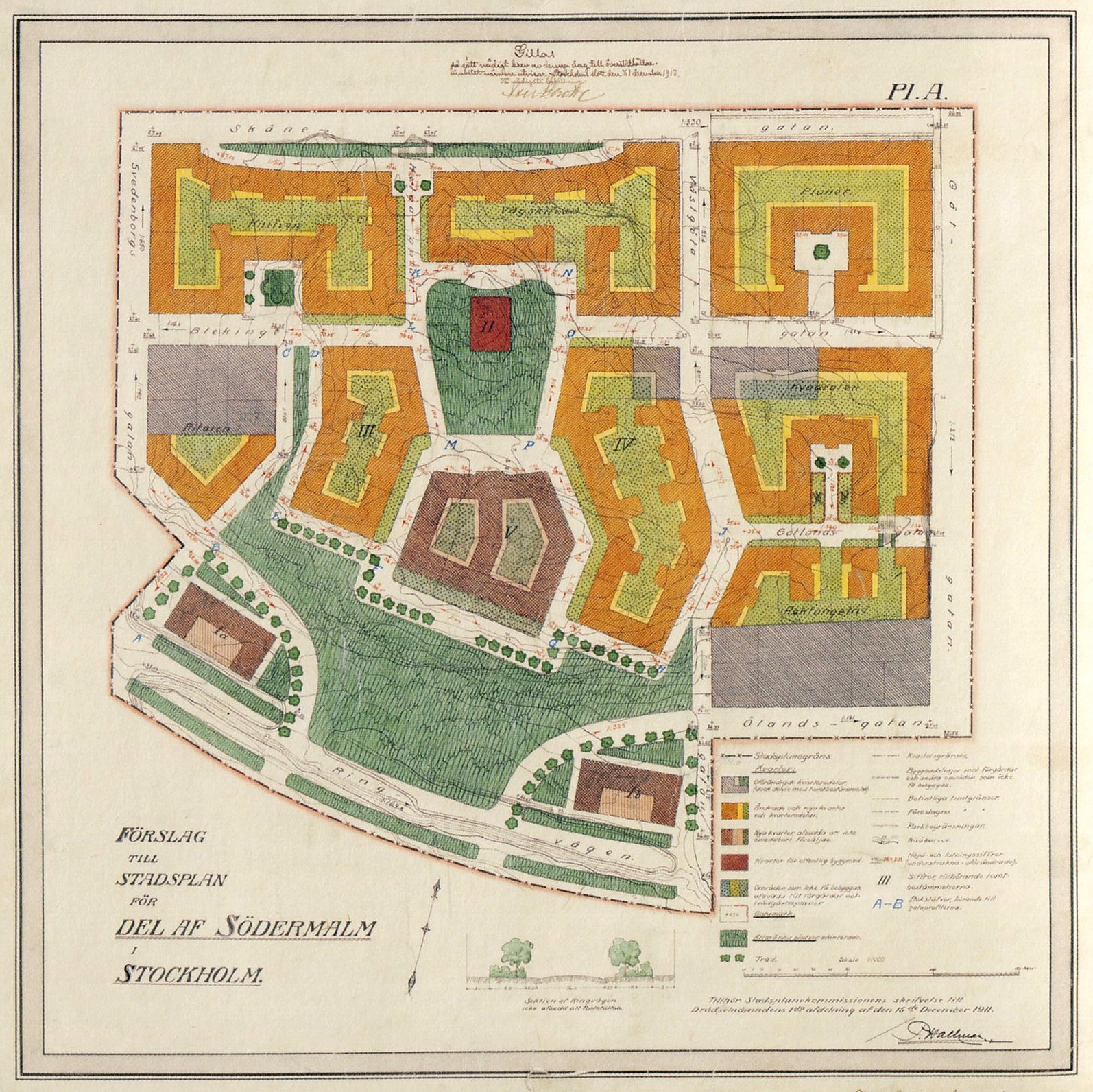
Hallmans stadsplan för Helgalunded.

Kvarteret Metern ligger på Södermalm i Stockholm. Kvarteret omges av Helgagatan i öster och söder, av Assessorsgatan i väster och av Blekingegatan i norr. Metern hör tillsammans med bland annat Halvmilen, Måttbandet, Tumstocken, Stativet, Skalan och Pinnpojken till kvarteren med namn från kategorin lantmäteri.

## Beskrivning
Kvarteret Metern är känt som ett av Stockholms bra exempel på storgårdskvarter. Det uppfördes av HSB 1926 efter ritningar av Sven Wallander och Sigurd Westholm i det av Per Olof Hallman stadsplanerade Helgalunden. Sven Wallanders första medarbetare var byggnadsingenjör Nils Lindberg. Han var med och ritade Metern, flyttade in själv och var vicevärd 1926-1944.
Huset bestod ursprungligen av 249 lägenheter, i huvudsak ettor och tvåor men på senare tid har man på vissa håll börjat slå ihop lägenheter. Kvarteret är inte helt slutet utan har en öppning i sydöstra hörnet där en mur med port dock skiljer gatan från gården.

## Bilder

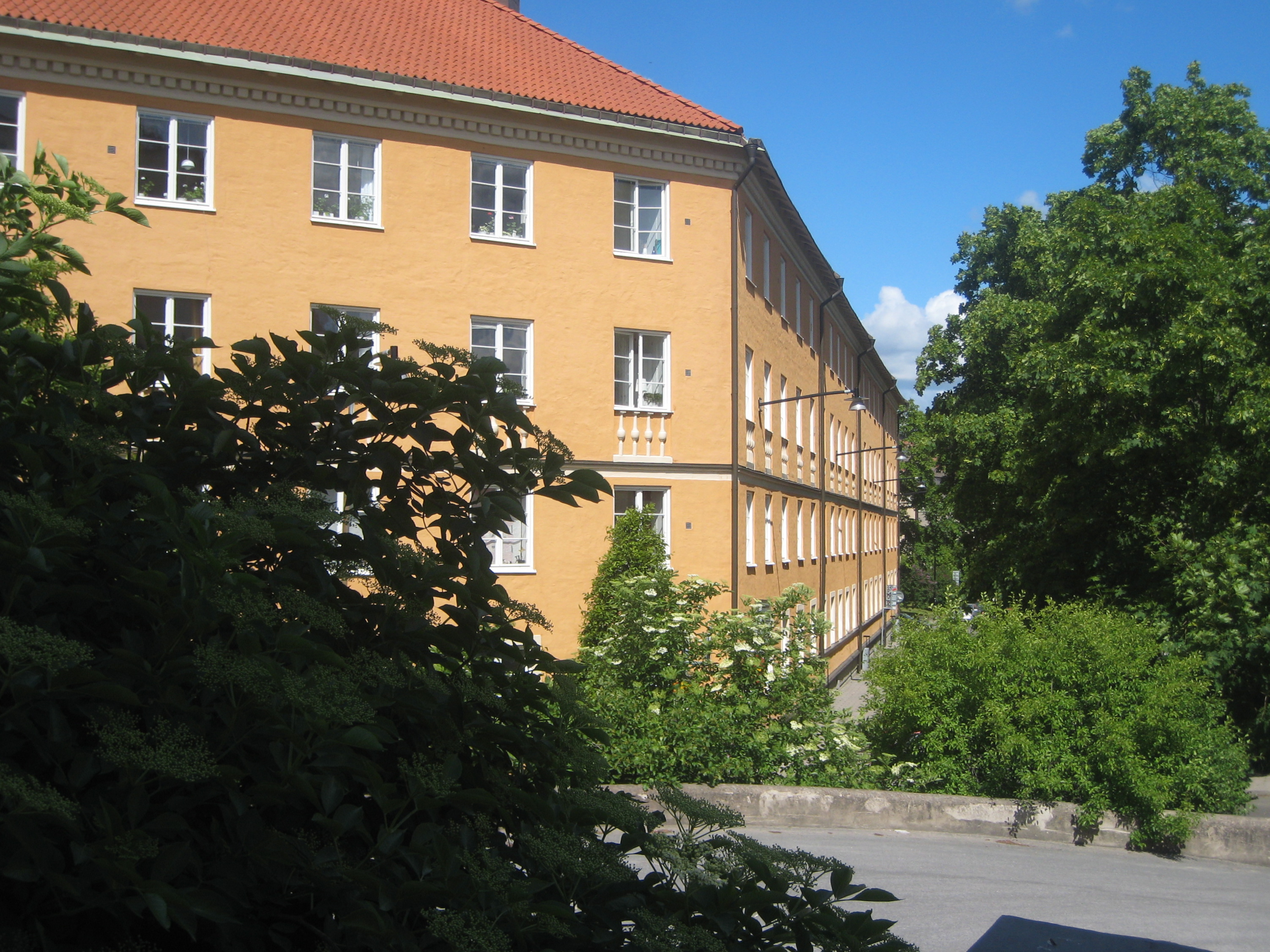
Fasad mot öster.
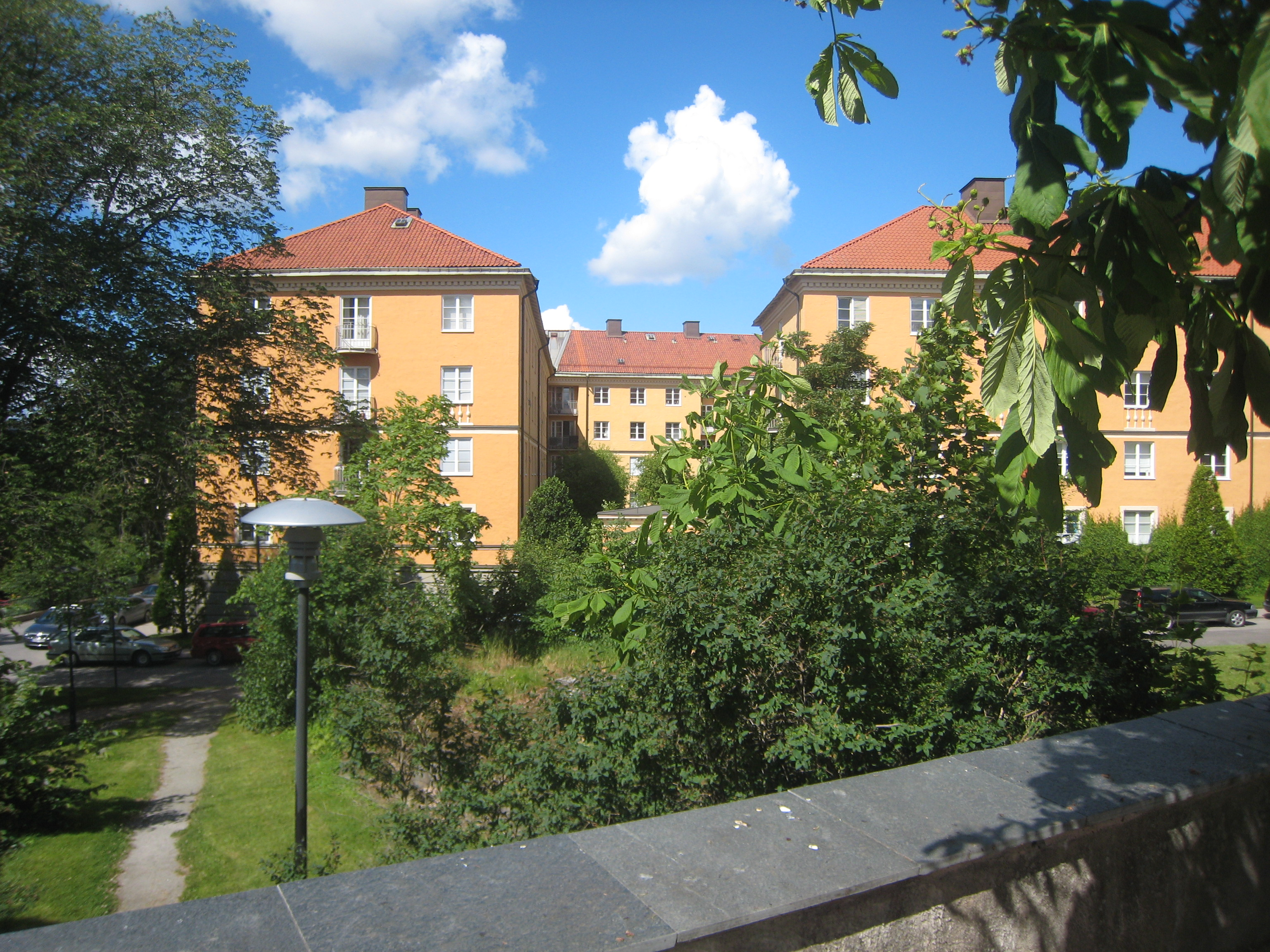
Öppningen in till kvarterets gård.
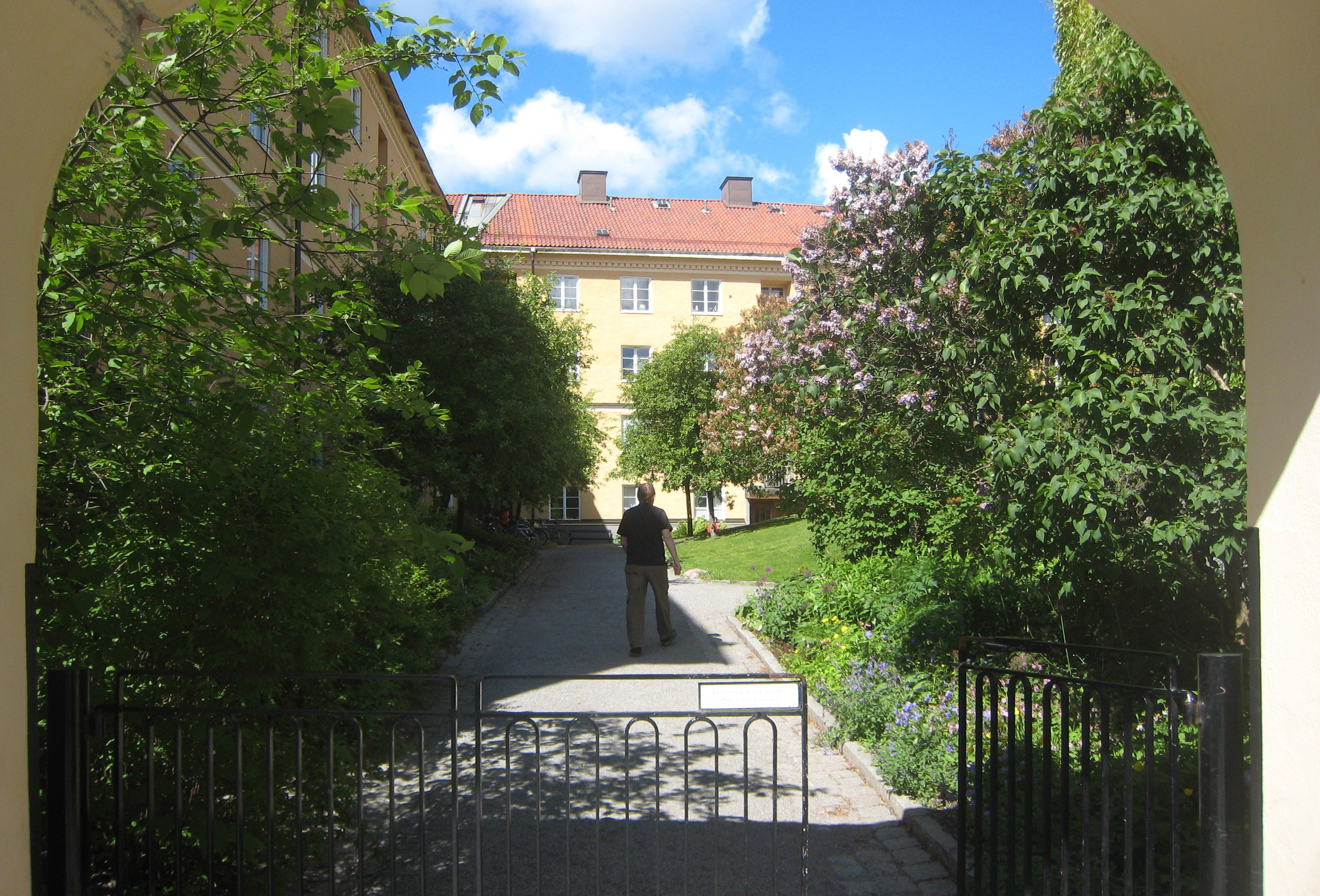
Innergården.
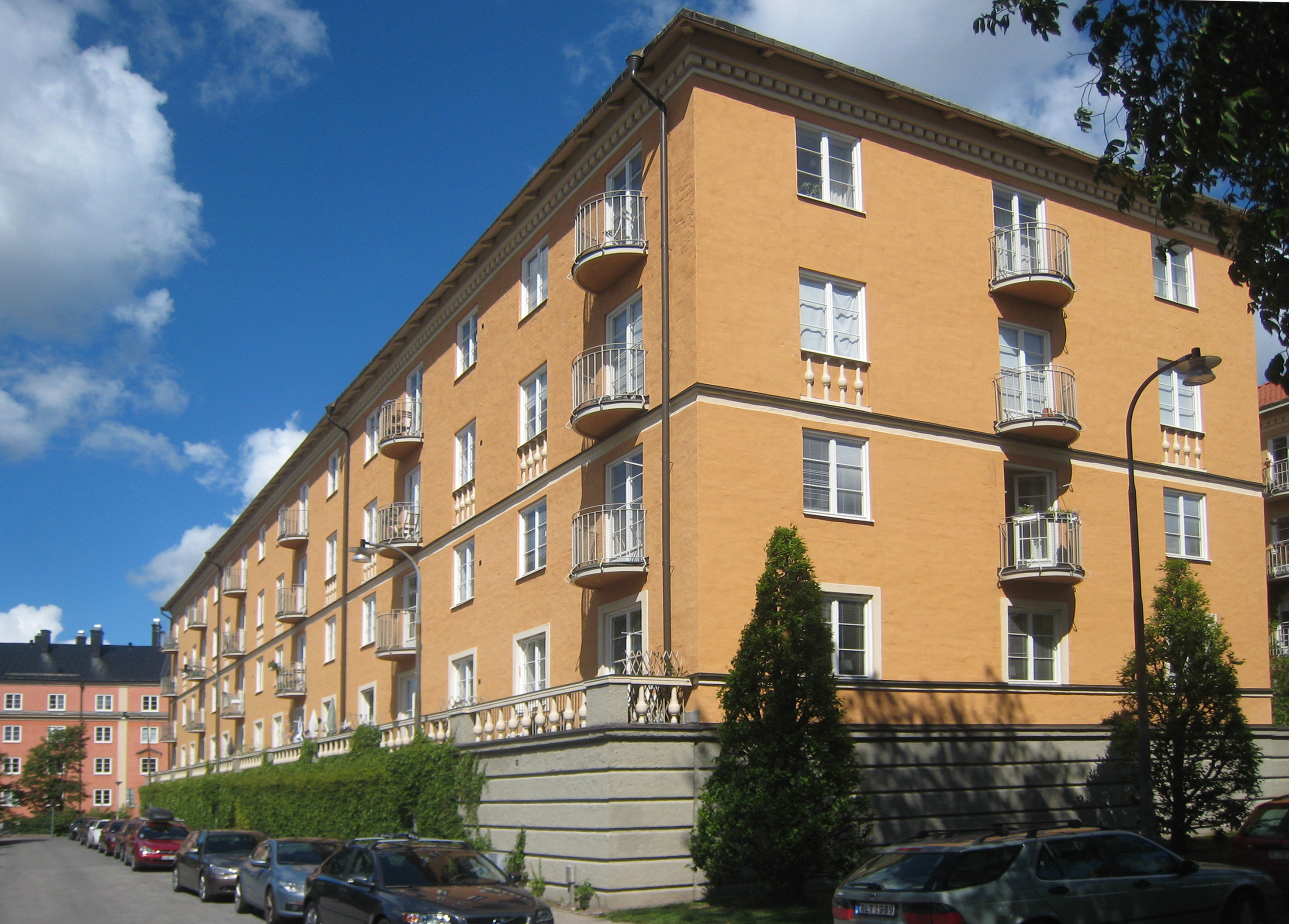
Fasad mot söder.